# Killer Puzzles
Killer Puzzle – brytyjska seria książek z grupy spin-offów serii Strrraszna historia. Siostrzana seria Murderous Maths. Tomy są zbiorem zagadek logiczno-matematycznych. Autorem jest Kjartan Poskitt, a ilustratorem Philip Reeve. Rozwiązanie każdej zagadki z książki skutkuje otrzymaniem klucza (najczęściej fragment historyjki, która na końcu układa się w spójną całość).

## Tomy
- Decode the Deadliest Joke in the Universe (1997)
- Find the Phantom of Ghastly Castle (1996)
- The Attack of the Killer Puzzles (1996)
- Titus O'Skinty's Gruesome Game Show (1998)